# 이의익
이의익(1940년 5월 6일~)은 대한민국의 정치인이다. 제15대 국회의원이었으며 제25대 관선 대구직할시장(1993년 3월 4일 ~ 1993년 12월 27일)을 지냈다.

## 역대 선거 결과
|  | 22.14% |

|  | 41.93% |

|  | 20.66% |